# Kevin Rankin (actor)
Kevin Rankin es un actor estadounidense. Es conocido por sus papeles como Herc en la serie Friday Night Lights de NBC, Tyler Briggs en la serie Trauma de NBC, Roe Sanders en la serie Unforgettable de CBS, Kenny en la serie Breaking Bad de AMC y Derek "Devil" Lennox en la serie Justified de FX TV. 

## Primeros años y carrera
Después de ver el programa de televisión Profesión Peligro, Rankin originalmente tenía la intención de convertirse en especialista, hasta que se dio cuenta de que el personaje principal, un especialista, era, de hecho, interpretado por un actor, Lee Majors.
Rankin comenzó su carrera como actor con una aparición en el programa de televisión Misterios sin resolver, seguido de un pequeño papel en la película dramática The Apostle en 1997. A partir de 2000, siguieron papeles en varias series de televisión, en particular Buffy the Vampire Slayer, NYPD Blue y Philly. En 2002, interpretó el papel de "Doc" en once episodios de la serie My Guide to Becoming a Rock Star. También tuvo otras apariciones de mayor duración en Undeclared, Six Feet Under, State of Mind, La mujer biónica y Friday Night Lights.
En 2009, consiguió el papel de "Tyler Briggs" en la serie Trauma de NBC; la serie fue cancelada después de la primera temporada. En 2011, apareció como estrella invitada en cinco episodios del drama de HBO Big Love. Desempeñó un papel principal en la serie criminal Unforgettable del 2011 al 2012. Después de una reestructuración del programa, su personaje fue eliminado en la segunda temporada. Desde 2017 interpreta a Bryce Hussar en el drama Claws de TNT.

## Vida personal
En 2000, Rankin se mudó a Los Ángeles, donde conoció a Jill Farley.
En el rodaje del episodio piloto de Trauma, le propuso matrimonio. Se casaron el 23 de octubre de 2010 y tienen un hijo y una hija juntos.

## Filmografía

### Películas
| Año  | Título                          | Papel             | Notas                 |
| ---- | ------------------------------- | ----------------- | --------------------- |
| 1997 | The Apostle                     | Joven en el coche |                       |
| 1999 | Clean and Narrow                | Tommy Lee         |                       |
| 2001 | Carman: The Champion            | Scrappy           |                       |
| 2003 | Riverside                       | Brent             | Cortometraje          |
| 2003 | Hulk                            | Harper            |                       |
| 2005 | Heads N TailZ                   | Heads             |                       |
| 2007 | Box One Forty-Seven             | Bill              | Cortometraje          |
| 2010 | Friendship!                     | Marvin            |                       |
| 2011 | The Chaperone                   | Goldy             |                       |
| 2012 | Santeria: The Soul Possessed    | Brother Neil      | Directo a vídeo       |
| 2012 | Congratulations                 | Casey Tremblay    | Coproductor ejecutivo |
| 2013 | Pawn Shop Chronicles            | Randy             | Directo a vídeo       |
| 2013 | Dallas Buyers Club              | T. J.             |                       |
| 2013 | White House Down                | Carl Killick      |                       |
| 2014 | Alma salvaje                    | Greg              |                       |
| 2014 | Dawn of the Planet of the Apes  | McVeigh           |                       |
| 2016 | Hell or High Water              | Billy Rayburn     |                       |
| 2018 | Skyscraper                      | Ray               |                       |
| 2019 | El Camino: A Breaking Bad Movie | Kenny             |                       |

### Televisión
| Año       | Título                                             | Papel                     | Notas                              |
| --------- | -------------------------------------------------- | ------------------------- | ---------------------------------- |
| 1997      | Unsolved Mysteries                                 |                           |                                    |
| 2000      | After Diff'rent Strokes: When the Laughter Stopped | Lanny                     | Película de televisión             |
| 2000      | Buffy the Vampire Slayer                           | Donny Maclay              | Episodio: "Family"                 |
| 2001      | Spin City                                          | Kurt                      | Episodio: "Trainstopping"          |
| 2001–2002 | Undeclared                                         | Lucien                    | Recurrente                         |
| 2002      | Philly                                             | Marty Schlosser           | Episodio: "Tall Tales"             |
| 2002      | NYPD Blue                                          | Chris Nelson              | Episodio: "One in the Nuts"        |
| 2002      | Birds of Prey                                      | Dr. Lewis Melfin          | Episodio: "Three Birds and a Baby" |
| 2002      | My Guide to Becoming a Rock Star                   | Doc                       | Protagonista                       |
| 2003      | All About the Andersons                            |                           | Director, episodio: "My Hero"      |
| 2004      | The O.C.                                           | Lucas                     | Episodio: "The Strip"              |
| 2004      | Without a Trace                                    | Larry Schneider           | Episodio: "Transitions"            |
| 2005      | Six Feet Under                                     | Johnny                    | 4 episodios                        |
| 2006      | Bones                                              | Mike Doyle                | Episodio: "The Man in the Morgue"  |
| 2006–2008 | Friday Night Lights                                | Herc                      | Recurrente (temporadas 1–3)        |
| 2007      | CSI: Crime Scene Investigation                     | Shawn Curtis              | Episodio: "Leaving Las Vegas"      |
| 2007      | Grey's Anatomy                                     | Jack Vaughan              | 2 episodios                        |
| 2007      | State of Mind                                      | Arthur Cromwell           | 3 episodios                        |
| 2007      | Bionic Woman                                       | Nathan                    | Recurrente                         |
| 2008      | Law & Order                                        | Dean Emerson              | Episodio: "Misbegotten"            |
| 2008      | NCIS                                               | Dennis Moran              | Episodio: "Stakeout"               |
| 2008      | My Name Is Earl                                    | TR                        | Episodio: "Killerball"             |
| 2008      | The Closer                                         | Dean Murphy               | Episodio: "Live Wire"              |
| 2008      | 1%                                                 |                           | Película de televisión             |
| 2009      | Last of the Ninth                                  | Slick Rick                | Película de televisión             |
| 2009      | Lost                                               | Jerry                     | Episodio: "LaFleur"                |
| 2009      | In Plain Sight                                     | Jerry Rogan / Jerry Royal | Episodio: "In My Humboldt Opinion" |
| 2009–2010 | Trauma                                             | Tyler Briggs              | Protagonista                       |
| 2010      | The Mentalist                                      | Danny Ruskin              | Episodio: "Cackle-Bladder Blood"   |
| 2010      | All Signs of Death                                 | Talbot                    | Piloto                             |
| 2010      | The Odds                                           | Holt McCready             | Película de televisión             |
| 2010–2012 | Justified                                          | Derek "Devil" Lennox      | Recurrente (temporadas 1–3)        |
| 2011      | Lie to Me                                          | Kent Clark                | Episodio: "Saved"                  |
| 2011      | Big Love                                           | Verlan Walker             | 5 episodios                        |
| 2011–2012 | Unforgettable                                      | Roe Saunders              | Protagonista (temporada 1)         |
| 2012–2013 | Breaking Bad                                       | Kenny                     | 7 episodios                        |
| 2014      | Gracepoint                                         | Paul Coates               | Protagonista                       |
| 2014      | The Newsroom                                       | Cellmate                  | Episodio: "Oh Shenandoah"          |
| 2015      | Halt and Catch Fire                                | Henry Clark               | 2 episodios                        |
| 2016      | Lucifer                                            | Malcolm Graham            | 7 episodios                        |
| 2017–2022 | Claws                                              | Bryce Husser              | Protagonista                       |
| 2020      | The Umbrella Academy                               | Elliott                   | Recurrente (temporada 2)           |
| 2022–2023 | East New York                                      | Tommy Killian             | Protagonista                       |